# Prospective urbaine
La prospective urbaine est un type de prospective orienté sur le devenir des espaces urbains. Les utilisateurs et les producteurs de cette discipline intellectuelle sont multiples. 

## Des disciplines
- sociologie : et en particulier l'observation des pratiques urbaines nouvelles grâce à la sociologie urbaine
- art : les artistes sont souvent capables d'imaginer des nouvelles formes de société en faisant abstraction des contextes actuels. De cette manière les films, les BD, les romans sont des ingrédients précieux pour dénicher des formes
- architecture
- urbanisme

## Des acteurs
- chasseurs de tendances : détectent les signaux faibles pour créer des cahiers de tendances (architecture d'intérieur, mode...)
- urbanistes : imaginent et conçoivent des nouvelles formes d'ensembles urbains et d'espaces publics adaptés aux usages contemporains
- sociologues : observent et analysent les sociétés
- politiques : anticiper les mutations des sociétés (par exemple augmentation des familles monoparentales, ou de la production de logements adaptés aux personnes âgées dépendantes)
- statisticiens : quantifier les composantes de la société
- économistes : chiffrer les tendances économiques
- architectes : dessiner et penser les nouvelles formes d'habitat
- grands groupes de construction (exemple : le groupe Eiffage avec son laboratoire Phosphore[1])
- transporteurs (comme la contribution du groupe Keolis[2] sur les mutations de la société française)
- laboratoires spécialisés (Centre scientifique et technique du bâtiment)

## Des outils
Outils d'urbanisme
- PDU: organiser et planifier les déplacements en lien avec les espaces de vie
- PLU : planifier l'organisation des villes pour les 10 ans à venir
- PLH : planifier la politique de l'habitat pour les 10 ans à venir
- Statistiques : Insee, CREDOC
- Informatique : SIG

## Galerie

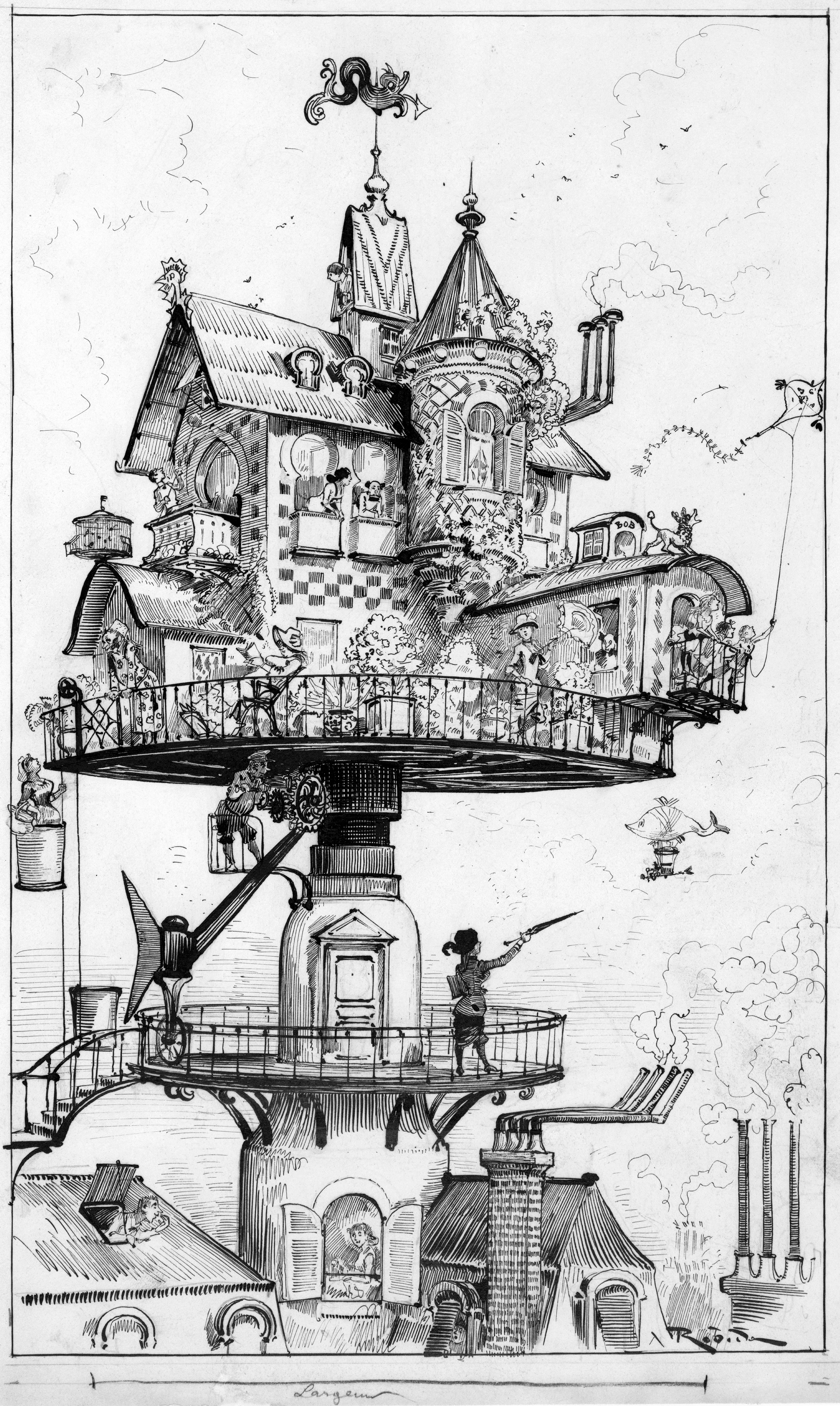
Maison tournante aérienne Illustration de Robida du Vingtième Siècle (1883)
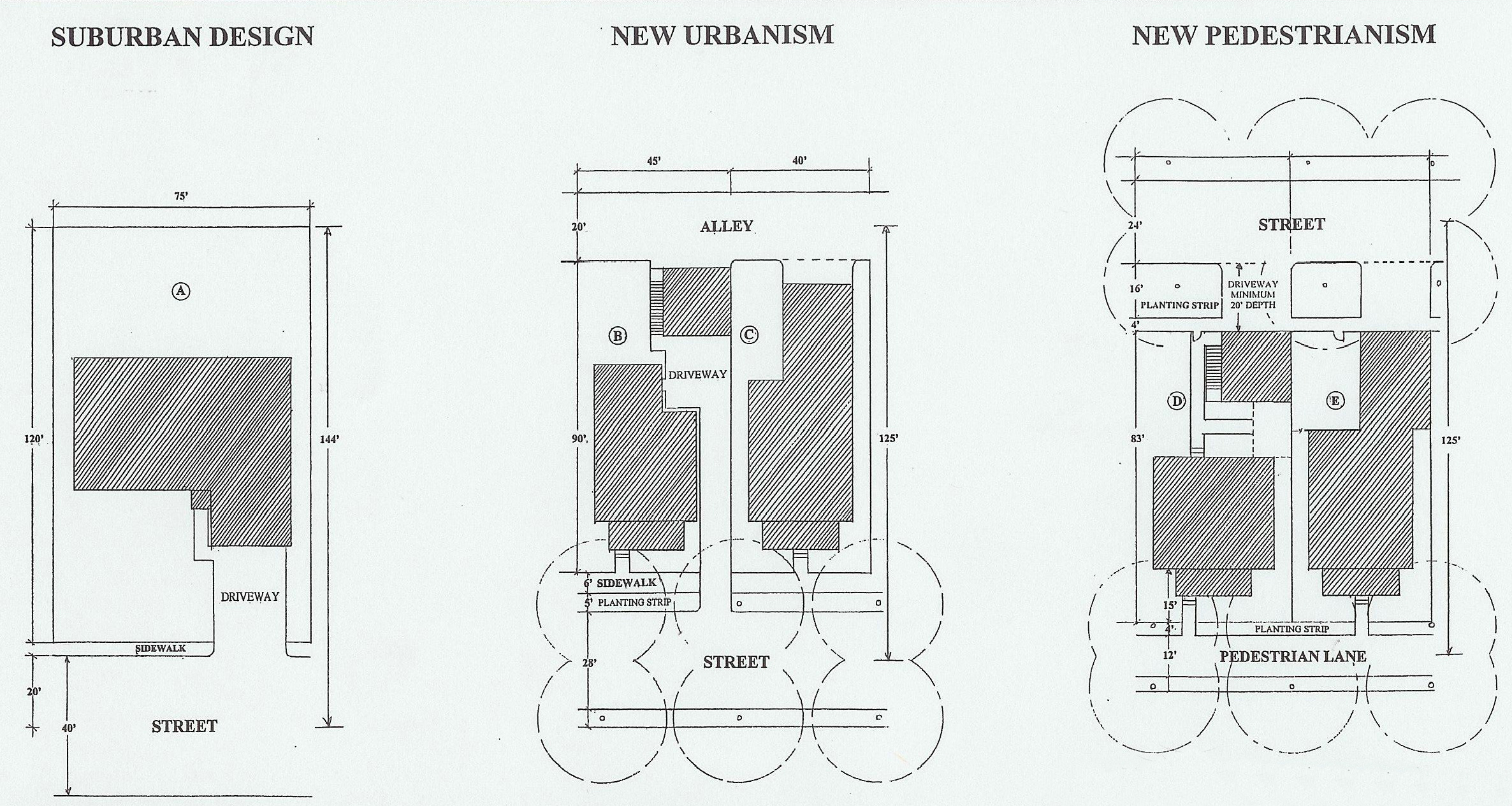
Schéma du nouvel urbanisme Mouvement de fin XXe s. visant à valoriser la place du piéton